# Coppa Mitropa 1972-1973
La Coppa Mitropa 1972-1973 fu la trentatreesima edizione del torneo e venne vinta dagli ungheresi del Tatabányai Bányász, alla prima vittoria nella competizione.
Ognuna delle cinque nazioni aveva un posto disponibile, cui si aggiungeva la detentrice.

## Partecipanti
| Nazione                   | Squadra                    | Campionato                                                      | Note                                 |
| ------------------------- | -------------------------- | --------------------------------------------------------------- | ------------------------------------ |
| Cecoslovacchia (bandiera) | Zbrojovka Brno             | 14º campionato di Cecoslovacchia 1971-72                        |                                      |
| Italia (bandiera)         | Bologna                    | 11º campionato d'Italia 1971-72                                 |                                      |
| Jugoslavia (bandiera)     | Celik Zenica Dinamo Zagreb | Qualificata come detentrice 8º campionato di Jugoslavia 1971-72 | 12º campionato di Jugoslavia 1971-72 |
| Ungheria (bandiera)       | Tatabányai Bányász         | 4º campionato d'Ungheria 1971-72                                |                                      |
| Austria (bandiera)        | Linzer ASK                 | 12º campionato d'Austria 1971-72                                |                                      |

## Torneo

### Fase a gironi

#### Gruppo A
Risultati
| Squadra 1      | Totale | Squadra 2      | Andata | Ritorno |
| -------------- | ------ | -------------- | ------ | ------- |
| Čelik Zenica   | -      | Linzer ASK     | 2 - 0  | 3 - 1   |
| Linzer ASK     | -      | Zbrojovka Brno | 1 - 3  | 1 - 1   |
| Zbrojovka Brno | -      | Čelik Zenica   | 2 - 1  | 1 - 2   |

Classifica
| Squadra        | P.ti | G | V | P | S | GF | GS | DR |
| -------------- | ---- | - | - | - | - | -- | -- | -- |
| Čelik Zenica   | 6    | 4 | 3 | 0 | 1 | 8  | 4  | +4 |
| Zbrojovka Brno | 5    | 4 | 2 | 1 | 1 | 7  | 5  | +2 |
| Linzer ASK     | 1    | 4 | 0 | 1 | 3 | 3  | 9  | -6 |

#### Gruppo B
Risultati
| Squadra 1          | Totale | Squadra 2          | Andata | Ritorno |
| ------------------ | ------ | ------------------ | ------ | ------- |
| Bologna            | -      | Dinamo Zagreb      | 2 - 2  | 1 - 3   |
| Dinamo Zagreb      | -      | Tatabányai Bányász | 0 - 1  | 1 - 0   |
| Tatabányai Bányász | -      | Bologna            | 3 - 0  | 2 - 1   |

Classifica
| Squadra            | P.ti | G | V | P | S | GF | GS | DR |
| ------------------ | ---- | - | - | - | - | -- | -- | -- |
| Tatabányai Bányász | 6    | 4 | 3 | 0 | 1 | 6  | 2  | +4 |
| Dinamo Zagreb      | 5    | 4 | 2 | 1 | 1 | 6  | 4  | +2 |
| Bologna            | 1    | 4 | 0 | 1 | 3 | 4  | 10 | -6 |

### Finale
Gare giocate il 27 giugno e 1º luglio
| Squadra 1    | Totale | Squadra 2          | Andata | Ritorno |
| ------------ | ------ | ------------------ | ------ | ------- |
| Celik Zenica | 2 - 4  | Tatabányai Bányász | 1 - 2  | 1 - 2   |

## Classifica marcatori
|  | Gol | Marcatore     | Squadra            |
|  | --- | ------------- | ------------------ |
|  | 4   | Aloise Renich | Celik Zenica       |
|  | 3   | Laszlo Takacs | Tatabányai Bányász |
|  | 2   | Jan Kopenec   | Zbrojovka Brno     |
|  | 2   | Josip Lalic   | Dinamo Zagreb      |
|  | 2   | György Szabó  | Tatabányai Bányász |
|  | 2   | Mate Gavran   | Celik Zenica       |
|  | 2   | Ervin Dákay   | Tatabányai Bányász |
|  |     |               |                    |